# 篦毛齿缘草
篦毛齿缘草（学名：Eritrichium pectinatociliatum）为紫草科齿缘草属下的一个种。

## 扩展阅读
- 維基物種上的相關：篦毛齿缘草